# Rosenfelde (Grube)
Rosenfelde ist ein Ortsteil der Gemeinde Grube im Kreis Ostholstein in Schleswig-Holstein.
Der Rosenfelder Strand liegt etwa 5 km von Grube entfernt an der Lübecker Bucht und der Ostküste der Halbinsel Wagrien. Der Sandstrand ist 2,5 km lang und geht im Süden in den der Gemeinde von Dahme (Holstein) über. Am nördlichen Ende liegt der Campingplatz „Rosenfelder Strand Ostsee Camping“. Hier ist eine Webcam vom Rosenfelder Strand installiert.
Der südliche Campingplatz „FKK Camping und Mobilheimpark Rosenfelder Strand“ ist einer der wenigen FKK-Campingplätze an der Ostsee. Hier findet der jährliche Internationale Naturistenlauf statt. Der Badestrand ist für Freunde der Nackterholung reserviert. Auf dem DFK-Verbandstag 1963 in Berlin wurde ihm die verbandsinterne Bezeichnung FKK-Strand Erhard Wächtler gegeben.
Die Küste am Rosenfelder Strand gehört zu den Gegenden mit den meisten Sonnenstunden in Deutschland.